# Inflacja finansowa
Inflacja finansowa – rodzaj inflacji popytowej spowodowany wzrostem wydatków rządowych przy braku odpowiadającego mu wzrostu dochodów z podatków.
Pojęcie to może również oznaczać szeroko rozumiany proces osłabiania rynków kapitałowych/finansowych, który prowadzi do zmian w zachowaniach rynkowych osób fizycznych i przedsiębiorstw. Zdaniem Jana Toporowskiego, inflację finansową najlepiej opisać jako wzrost wartości sektora finansowego w danej gospodarce w odniesieniu do wartości pozostałych sektorów gospodarki. Można ją zaobserwować zwłaszcza wówczas, gdy kredyty rosną znacznie szybciej niż produkcja albo gdy ceny papierów wartościowych sektora finansowego rosną znacznie szybciej niż ceny realne (dóbr konsumpcyjnych i inwestycyjnych) oraz płace.